# Ancus Marcius
Ancus Marcius (asi  677–617 př. n. l.; vládl v letech 642–617 př. n. l.) byl čtvrtým legendárním římským králem. Po smrti předchozího krále Tulla Hostilia římský senát jmenoval interrexe (dočasného vládce), který svolal shromáždění, které zvolilo nového krále. Říká se, že Ancus válčil stejně dobře jako Romulus, a také podporoval mír a náboženství jako Numa Pompilius.
Římané věřili, že Ancus Marcius dal jméno Marciům, plebejskému rodu.